# Corsa suvarnadivipae
Corsa suvarnadivipae là một loài bướm đêm trong họ Noctuidae.